# Wereldkampioenschap superbike van Nürburg 1999
Het wereldkampioenschap superbike van Nürburg 1999 was de zesde ronde van het wereldkampioenschap superbike en de vijfde ronde van het wereldkampioenschap Supersport 1999. De races werden verreden op 13 juni 1999 op de Nürburgring nabij Nürburg, Duitsland.

## Superbike

### Race 1
| Pos | Nr  | Rijder                | Constructeur | Rondes | Tijd        | Grid | Punten |
| --- | --- | --------------------- | ------------ | ------ | ----------- | ---- | ------ |
| 1   | 1   | Carl Fogarty          | Ducati       | 21     | 35:12.037   | 1    | 25     |
| 2   | 111 | Aaron Slight          | Honda        | 21     | +7.262      | 3    | 20     |
| 3   | 11  | Troy Corser           | Ducati       | 21     | +30.178     | 5    | 16     |
| 4   | 6   | Gregorio Lavilla      | Kawasaki     | 21     | +35.116     | 8    | 13     |
| 5   | 9   | Peter Goddard         | Aprilia      | 21     | +36.359     | 10   | 11     |
| 6   | 21  | Katsuaki Fujiwara     | Suzuki       | 21     | +37.463     | 11   | 10     |
| 7   | 22  | Vittoriano Guareschi  | Yamaha       | 21     | +48.594     | 14   | 9      |
| 8   | 16  | Andreas Meklau        | Ducati       | 21     | +59.878     | 13   | 8      |
| 9   | 72  | Christer Lindholm     | Yamaha       | 21     | +1:11.069   | 17   | 7      |
| 10  | 63  | Jochen Schmid         | Kawasaki     | 21     | +1:11.374   | 15   | 6      |
| 11  | 19  | Lucio Pedercini       | Ducati       | 21     | +1:11.759   | 16   | 5      |
| 12  | 39  | Alessandro Gramigni   | Yamaha       | 21     | +1:24.325   | 18   | 4      |
| 13  | 70  | Giovanni Bussei       | Suzuki       | 21     | +1:28.715   | 21   | 3      |
| 14  | 66  | Jonnie Ekerold        | Kawasaki     | 21     | +1:31.515   | 25   | 2      |
| 15  | 27  | Frédéric Protat       | Ducati       | 21     | +1:32.908   | 22   | 1      |
| 16  | 38  | Lance Isaacs          | Ducati       | 21     | +1:34.715   | 27   |        |
| 17  | 55  | Mauro Lucchiari       | Yamaha       | 21     | +1:35.448   | 19   |        |
| 18  | 26  | Jean-Pierre Jeandat   | Honda        | 21     | +1:44.971   | 20   |        |
| 19  | 71  | Brian Morrison        | Yamaha       | 20     | +1 ronde    | 26   |        |
| 20  | 24  | Vladimír Karban       | Suzuki       | 20     | +1 ronde    | 28   |        |
| DNF | 5   | Colin Edwards         | Honda        | 12     | Ongeluk     | 2    |        |
| DNF | 65  | Michael Schulten      | Suzuki       | 11     | Uitgevallen | 24   |        |
| DNF | 7   | Pierfrancesco Chili   | Suzuki       | 9      | Ongeluk     | 4    |        |
| DNF | 33  | Robert Ulm            | Kawasaki     | 9      | Ongeluk     | 9    |        |
| DNF | 73  | Lothar Kraus          | Kawasaki     | 9      | Ongeluk     | 30   |        |
| DNF | 40  | Giuliano Sartoni      | Ducati       | 9      | Uitgevallen | 31   |        |
| DNF | 41  | Noriyuki Haga         | Yamaha       | 5      | Ongeluk     | 7    |        |
| DNF | 4   | Akira Yanagawa        | Kawasaki     | 4      | Ongeluk     | 6    |        |
| DNF | 64  | Kirk McCarthy         | Suzuki       | 4      | Ongeluk     | 23   |        |
| DNF | 15  | Igor Jerman           | Kawasaki     | 3      | Uitgevallen | 12   |        |
| DNF | 18  | Carlos Macias Perdomo | Ducati       | 3      | Ongeluk     | 29   |        |

### Race 2
| Pos | Nr  | Rijder                | Constructeur | Rondes | Tijd         | Grid | Punten |
| --- | --- | --------------------- | ------------ | ------ | ------------ | ---- | ------ |
| 1   | 11  | Troy Corser           | Ducati       | 21     | 35:06.897    | 5    | 25     |
| 2   | 111 | Aaron Slight          | Honda        | 21     | +0.113       | 3    | 20     |
| 3   | 4   | Akira Yanagawa        | Kawasaki     | 21     | +1.087       | 6    | 16     |
| 4   | 5   | Colin Edwards         | Honda        | 21     | +12.862      | 2    | 13     |
| 5   | 7   | Pierfrancesco Chili   | Suzuki       | 21     | +12.962      | 4    | 11     |
| 6   | 41  | Noriyuki Haga         | Yamaha       | 21     | +15.037      | 7    | 10     |
| 7   | 21  | Katsuaki Fujiwara     | Suzuki       | 21     | +24.298      | 11   | 9      |
| 8   | 9   | Peter Goddard         | Aprilia      | 21     | +25.911      | 10   | 8      |
| 9   | 22  | Vittoriano Guareschi  | Yamaha       | 21     | +37.931      | 14   | 7      |
| 10  | 16  | Andreas Meklau        | Ducati       | 21     | +38.171      | 13   | 6      |
| 11  | 33  | Robert Ulm            | Kawasaki     | 21     | +47.636      | 9    | 5      |
| 12  | 15  | Igor Jerman           | Kawasaki     | 21     | +48.991      | 12   | 4      |
| 13  | 19  | Lucio Pedercini       | Ducati       | 21     | +1:00.178    | 16   | 3      |
| 14  | 72  | Christer Lindholm     | Yamaha       | 21     | +1:02.361    | 17   | 2      |
| 15  | 1   | Carl Fogarty          | Ducati       | 21     | +1:07.467    | 1    | 1      |
| 16  | 63  | Jochen Schmid         | Kawasaki     | 21     | +1:07.650    | 15   |        |
| 17  | 39  | Alessandro Gramigni   | Yamaha       | 21     | +1:19.589    | 18   |        |
| 18  | 55  | Mauro Lucchiari       | Yamaha       | 21     | +1:20.250    | 19   |        |
| 19  | 27  | Frédéric Protat       | Ducati       | 21     | +1:29.813    | 22   |        |
| 20  | 64  | Kirk McCarthy         | Suzuki       | 21     | +1:31.055    | 23   |        |
| 21  | 38  | Lance Isaacs          | Ducati       | 20     | +1 ronde     | 27   |        |
| 22  | 70  | Giovanni Bussei       | Suzuki       | 20     | +1 ronde     | 21   |        |
| 23  | 24  | Vladimír Karban       | Suzuki       | 20     | +1 ronde     | 28   |        |
| 24  | 18  | Carlos Macias Perdomo | Ducati       | 20     | +1 ronde     | 29   |        |
| 25  | 40  | Giuliano Sartoni      | Ducati       | 19     | +2 ronden    | 31   |        |
| DNF | 26  | Jean-Pierre Jeandat   | Honda        | 17     | Uitgevallen  | 20   |        |
| DNF | 65  | Michael Schulten      | Suzuki       | 16     | Uitgevallen  | 24   |        |
| DNF | 66  | Jonnie Ekerold        | Kawasaki     | 8      | Uitgevallen  | 25   |        |
| DNF | 71  | Brian Morrison        | Yamaha       | 6      | Ongeluk      | 26   |        |
| DNF | 6   | Gregorio Lavilla      | Kawasaki     | 4      | Uitgevallen  | 8    |        |
| DNS | 73  | Lothar Kraus          | Kawasaki     | 0      | Niet gestart | 30   |        |

## Supersport
| Pos | Nr | Rijder                | Constructeur | Rondes | Tijd                | Grid | Punten |
| --- | -- | --------------------- | ------------ | ------ | ------------------- | ---- | ------ |
| 1   | 7  | Piergiorgio Bontempi  | Yamaha       | 21     | 37:40.271           | 9    | 25     |
| 2   | 1  | Fabrizio Pirovano     | Suzuki       | 21     | +9.782              | 14   | 20     |
| 3   | 25 | William Costes        | Honda        | 21     | +11.715             | 13   | 16     |
| 4   | 22 | Christian Kellner     | Yamaha       | 21     | +24.420             | 2    | 13     |
| 5   | 35 | Christophe Cogan      | Yamaha       | 21     | +24.834             | 27   | 11     |
| 6   | 19 | Walter Tortoroglio    | Suzuki       | 21     | +25.820             | 6    | 10     |
| 7   | 30 | Giuseppe Fiorillo     | Suzuki       | 21     | +39.564             | 35   | 9      |
| 8   | 3  | Stéphane Chambon      | Suzuki       | 21     | +42.234             | 12   | 8      |
| 9   | 72 | Stefan Scheschowitsch | Suzuki       | 21     | +44.051             | 15   | 7      |
| 10  | 12 | Iain MacPherson       | Kawasaki     | 21     | +56.768             | 11   | 6      |
| 11  | 24 | Francesco Monaco      | Ducati       | 21     | +1:19.191           | 29   | 5      |
| 12  | 71 | Markus Barth          | Suzuki       | 21     | +1:29.794           | 23   | 4      |
| 13  | 52 | James Toseland        | Honda        | 21     | +1:30.428           | 28   | 3      |
| 14  | 8  | Wilco Zeelenberg      | Yamaha       | 21     | +1:46.059           | 10   | 2      |
| 15  | 37 | Marco Borciani        | Honda        | 19     | +2 ronden           | 36   | 1      |
| 16  | 16 | Sébastien Charpentier | Honda        | 19     | +2 ronden           | 17   |        |
| 17  | 42 | David Checa           | Ducati       | 19     | +2 ronden           | 33   |        |
| 18  | 70 | Jürgen Oelschläger    | Suzuki       | 19     | +2 ronden           | 21   |        |
| 19  | 89 | Rico Penzkofer        | Yamaha       | 19     | +2 ronden           | 32   |        |
| 20  | 32 | José David de Gea     | Honda        | 19     | +2 ronden           | 24   |        |
| DNF | 27 | Roberto Panichi       | Bimota       | 20     | Uitgevallen         | 16   |        |
| DNF | 18 | Camillo Mariottini    | Kawasaki     | 15     | Uitgevallen         | 31   |        |
| DNF | 21 | Jörg Teuchert         | Yamaha       | 10     | Ongeluk             | 1    |        |
| DNF | 43 | Norino Brignola       | Bimota       | 8      | Uitgevallen         | 25   |        |
| DNF | 23 | Rubén Xaus            | Yamaha       | 5      | Uitgevallen         | 3    |        |
| DNF | 17 | Pere Riba             | Honda        | 5      | Uitgevallen         | 5    |        |
| DNF | 4  | Paolo Casoli          | Ducati       | 4      | Uitgevallen         | 4    |        |
| DNF | 31 | Vittorio Iannuzzo     | Yamaha       | 4      | Uitgevallen         | 19   |        |
| DNF | 39 | David Muscat          | Ducati       | 3      | Uitgevallen         | 26   |        |
| DNF | 5  | Massimo Meregalli     | Yamaha       | 2      | Uitgevallen         | 7    |        |
| DNF | 6  | Cristiano Migliorati  | Suzuki       | 2      | Uitgevallen         | 18   |        |
| DNF | 34 | Yves Briguet          | Suzuki       | 1      | Ongeluk             | 8    |        |
| DNF | 20 | Werner Daemen         | Yamaha       | 1      | Ongeluk             | 22   |        |
| DNF | 73 | Thomas Körner         | Suzuki       | 1      | Ongeluk             | 30   |        |
| DNS | 26 | Roberto Teneggi       | Ducati       | 0      | Niet gestart        | 20   |        |
| DNS | 29 | Davide Bulega         | Ducati       | 0      | Niet gestart        | 34   |        |
| DNQ | 15 | Marco Risitano        | Suzuki       | 0      | Niet gekwalificeerd |      |        |
| DNQ | 33 | Luca Conforti         | Kawasaki     | 0      | Niet gekwalificeerd |      |        |
| DNQ | 46 | Mauro Sanchini        | Ducati       | 0      | Niet gekwalificeerd |      |        |
| DNQ | 57 | Fabio Carpani         | Ducati       | 0      | Niet gekwalificeerd |      |        |
| DNQ | 49 | Mario Innamorati      | Ducati       | 0      | Niet gekwalificeerd |      |        |
| DNQ | 48 | Felisberto Teixeira   | Honda        | 0      | Niet gekwalificeerd |      |        |
| DNQ | 44 | Claude-Alain Jäggi    | Honda        | 0      | Niet gekwalificeerd |      |        |

## Tussenstanden na wedstrijd

### Superbike
| Pos | Nr  | Rijder         | Team     | Punten |
| --- | --- | -------------- | -------- | ------ |
| 1   | 1   | Carl Fogarty   | Ducati   | 243    |
| 2   | 11  | Troy Corser    | Ducati   | 198    |
| 3   | 5   | Colin Edwards  | Honda    | 175    |
| 4   | 111 | Aaron Slight   | Honda    | 155    |
| 5   | 4   | Akira Yanagawa | Kawasaki | 142    |

### Supersport
| Pos | Nr | Rijder               | Team     | Punten |
| --- | -- | -------------------- | -------- | ------ |
| 1   | 7  | Piergiorgio Bontempi | Yamaha   | 73     |
| 2   | 3  | Stéphane Chambon     | Suzuki   | 65     |
| 3   | 21 | Jörg Teuchert        | Yamaha   | 54     |
| 4   | 25 | William Costes       | Honda    | 51     |
| 5   | 12 | Iain MacPherson      | Kawasaki | 47     |

1998 · 1999 · 2008 · 2009 · 2010 · 2011 · 2012 · 2013